# La Brigade du courage
La Brigade du courage (London's Burning) est une série télévisée britannique en 171 épisodes de 52 minutes et un film pilote, créée par Jack Rosenthal et diffusée entre le 20 février 1988 et le 25 août 2002 sur ITV. En France, la série a été diffusée à partir du 3 novembre 2003 sur France 3, IDF1 et sur Jimmy et depuis le 13 juillet 2009 sur NRJ Paris. Le téléfilm ainsi que les saisons 1 à 5 sont inédites en France.

## Synopsis
Une immersion dans la caserne de pompiers de Blackwall au cœur de Londres où on suit les aventures des « blue watch », ponctuées d'incendie, d'accidents et autres interventions. Mais la vie de la caserne ne serait pas aussi palpitante s'il n'y avait pas l'amitié, l'amour, la rivalité et tout ce qui compose leur quotidien loin de leur uniforme. 

## Distribution
- Gerard Horan : Leslie « Charisma » Appleby (téléfilm - saisons 1 et 2 - saison 7, épisodes 11 à 15)
- Glen Murphy : George Green (saisons 1 à 14)
- Jonathan Guy Lewis : Chris Hammond (saison 11, épisode 3 - saison 12, épisode 8 - saison 13, épisodes 11 à 13)
- Gary McDonald : Andreas « Ethnic » Lewis † (téléfilm)
- James Marcus : Sidney Tate (téléfilm - saisons 1 à 3)
- Clive Wood (VF : Patrice Baudrier) : Jack Morgan (saisons 9 à 11)
- James Hazeldine † : Mike « Bayleaf » Wilson (téléfilm - saisons 1 à 8 - saison 9, épisode 6)
- Zoe Heyes (VF : Brigitte Virtudes) : Carole Webb (saison 9 épisodes 8 à 15 - saison 10)
- Heather Peace : Sally « Gracie » Fields (saisons 11 à 14)
- Edward Peel : John Coleman (saison 12 épisodes 9 à 16 - saison 13)
- Sean Blowers (VF : Philippe Bellay) : John Hallam † (téléfilm - saisons 1 à 8 - saison 9 épisodes 1 à 5)
- Ross Boatman : Kevin Medhurst (saisons 1 à 8 - saison 12 épisode 8)
- Connor Byrne (VF : Laurent Morteau) : Rob « Hyper » Sharpe (saison 12 épisodes 2 à 16 - saison 13)
- Leon Black : Craig Ross (saison 14 épisodes 2 à 9)
- Rupert Baker : Malcolm Cross (téléfilm - saisons 1 à 4 - saison 5, épisodes 1 à 6)
- Katharine Rogers : Josie Ingham (téléfilm - saisons 1 et 2 - saison 3, épisodes 1 à 2 et 8 - saison 4, épisodes 9 et 10)
- Richard Walsh : Albert Raymond « Sicknote » Quigley † (téléfilm - saisons 1 à 12)
- Brad Gordon : Dan Barratt (saisons 11 à 12)
- Tristan Gemmill (VF : Constantin Pappas) : Frank Mooney (saison 14)
- Steven Houghton : Gregg Blake (saison 10)
- Andrew Kazamia (VF : Charles Borg) : Nicolas Anthony « Zorba » Georgiadis † (saison 4, épisodes 3 à 10 - saisons 5 à 10 - saison 11, épisodes 1 à 2 et 6 à 8)
- Sara Powell : Sally Reid (saison 6, épisodes 5 à 10 - saison 7)
- Fuman Dar : Ronnie « Hi-Ho » Silva (Récurrent saison 12 puis régulier saison 13)
- Treva Etienne : Tony Sanderson (téléfilm - saisons 1 à 3)
- Sam Callis (VF : Mathieu Buscatto) : Adam Benjamin (saisons 13 et 14)
- Brad Clayton : Chris « Skippy » Newman (saison 9, épisodes 10 à 15)
- John Alford (VF : Benoît Du Pac) : Billy Ray (saisons 6 à 9 - saison 10, épisodes 1 à 16)
- Samantha Beckinsale : Kate Stevens (saison 3, épisodes 6 à 8 - saisons 4 et 5)
- Mark Arden : Roland « Vaseline » Cartwright † (téléfilm - saisons 1 et 2)
- Anthony Green : Mick Callaghan (saison 14)
- Jim Alexander : Joe Walker (saisons 11 et 12)
- Stephen North : Colin Parrish (saisons 3 à 6)
- Ben Onwukwe (VF : Marc Bretonnière) : Stuart « Recall » MacKenzie † (saison 4 épisodes 5 à 10 - saisons 5 à 13 - saison 14 épisode 1)
- Jerome Flynn : Kenny « Rambo » Baines (téléfilm)
- Michael Garner (VF : Claude Larry) : Geoffrey « Poison » Pearce (saisons 6 à 14)
- Terry Alderton (VF : Olivier Cordina) : Charlie Mead (saison 14)

## Épisodes

### Sixième saison (1993)
1. Un nouveau départ
2. Boxe, racisme et course de lévriers
3. Une voisine inquiétante
4. Nick a eu chaud
5. Sale temps pour le chef
6. Force et combat truqué
7. Sicknote et Billy dégustent
8. Retour en grâce et trahison
9. Non-lieu
10. Colin veut changer d'air

### Septième saison (1994)
1. La prison est en flammes
2. Le concours de bienfaisance
3. Naissance mouvementée
4. Révélations
5. Ben a disparu
6. Maladresses
7. La fête infernale
8. Les grandes eaux
9. La maison en ruines
10. Une sale journée
11. L'accident
12. Dure réalité
13. Espoirs et déceptions
14. George est papa

### Huitième saison (1995)
1. Délires nocturnes
2. Les agacements d'Hallam
3. Le match de foot
4. L'étrange monsieur Pearce
5. La rumeur
6. La mère ou l'enfant
7. Le désarroi de Nick
8. Baptêmes du feu
9. Arrangements
10. Vol stationnaire
11. La chasse au hamster
12. L'heure du choix
13. Adieux
14. De la fumée dans les yeux

### Neuvième saison (1996)
1. Un étrange personnage
2. L'attaque
3. Menaces
4. Dans la fournaise
5. Deux de chute
6. Chagrin
7. Réactions en chaîne
8. Premier jour
9. Tous en scène
10. Malentendus
11. Le poids du passé
12. Jour de chance
13. La belle Hollandaise
14. Les nouvelles tenues
15. Devoir de mémoire

### Dixième saison (1997)
1. Réminiscence
2. Rencontres et séparations
3. Échange de bons procédés
4. Plus dure sera la chute
5. Les surprises de l'histoire
6. Prospections
7. La soirée des talents
8. Secrets et mensonges
9. Célébrations
10. Retombées
11. La caserne est en danger
12. Sale temps pour Billy
13. L'impasse
14. Le club des célibataires
15. L'affrontement
16. Le solstice d'été
17. Vendredi treize
18. Terminus

### Onzième saison (1998)
1. Rentrée des classes à Blackwall
2. Retour de flamme
3. Un chef très autoritaire
4. Nouvelle donne
5. Pile ou face
6. Le retour du chef
7. Nick retrouve son équipe
8. Le devoir avant tout
9. La douleur d'une brigade
10. Le rêve envolé
11. Rivalités
12. Déceptions
13. L'enfer de Dante
14. Ne me volez pas ma fille
15. Quand la vérité éclate
16. Le lieutenant héroïque

### Douzième saison (2000)
1. Panique à l'hôtel
2. Enquête à Blackwall
3. Karaoké
4. Choisir son destin
5. Le procès
6. Liaisons dangereuses
7. Préparatifs de mariage
8. L'amour pour l'éternité
9. Un chef énergique
10. Le héros du jour
11. Sauvetage en mer
12. Un pompier comme les autres
13. Tour de manège et tour de magie
14. Les flammes de l'amour
15. Maggie se donne un coup de jeune
16. Feux d'artifice

### Treizième saison (2001)
1. La nouvelle brigade
2. Familles en danger
3. La rage de Sally
4. Quiproquo
5. Les aveux
6. Le dossier secret
7. Un bébé sur les bras
8. Redémarrage
9. Carambolage
10. Explosion dans le noir
11. Drôle de baptême
12. Les hésitations de George
13. Le cadeau
14. Démêlés judiciaires
15. Le concours de beauté
16. Secrets de famille

### Quatorzième saison (2002)
1. La nouvelle équipe
2. Les risques du métier
3. Frustrations
4. Un personnage énigmatique
5. Dérapages
6. L'excursion
7. Le remplaçant
8. L'épée de Damoclès
9. Nuit d'angoisse à Blackwall